# Lista de pessoas que afirmaram possuir uma memória eidética
Várias pessoas afirmam ter memória eidética, mas a ciência nunca encontrou um único caso verificável desse tipo de memória. As imagens eidéticas são praticamente inexistentes em adultos. A maioria das pessoas que mostram habilidades de memória incríveis usa estratégias mnemônicas, principalmente o método de loci. Isso inclui todos os vencedores do Campeonato Mundial de Memória anual e a maioria dos casos científicos conhecidos de excelentes memórias, como Solomon Shereshevsky. Independentemente disso, a lista a seguir contém pessoas que reivindicaram memória fotográfica.

## Pessoas que alegaram ter memória eidética
- Charles Nalder Baeyertz, editor e crítico musical da Nova Zelândia. A sua capacidade de memorizar uma página num relance permitiu-lhe exibir um conhecimento aparentemente inesgotável e adquirir várias línguas. Ele afirmou ter aprendido maori memorizando um dicionário. Seu party trick favorito era ler uma coluna de jornal e depois recitá-la de trás para frente.[5]
- Winnie Bamara, cuja capacidade de pintar cenas com precisão e apenas de memória atraiu grande atenção na década de 1950.[6]
- David Boies, um litigante americano, é frequentemente descrito como tendo uma memória fotográfica que lhe permite recitar texto exato, números de página e provas legais. Colegas atribuem seu sucesso no tribunal em parte a essa habilidade.[7][8]
- C. S. Lewis, um estudioso e teólogo amplamente aclamado como "o homem mais lido de sua geração, aquele que lê e se lembra de tudo o que leu".[9] No meio da adolescência, Lewis lia obras clássicas e contemporâneas em latim, grego, italiano, francês e alemão. De fato, Lewis parecia se lembrar da maior parte do que havia lido. Uma história notável de seu aluno é que alguém poderia citar qualquer linha do épico Paradise Lost de Milton, e Lewis continuaria o resto da linha de memória. Outro aluno afirmou que poderia pegar qualquer livro da estante de Lewis, abrir uma página ao acaso para ler e Lewis poderia resumir o resto da página.[10]
- O recitador de Darawiish, Huseen Dhiqle, podia memorizar mais de cem poemas de Sayid, cada um deles com centenas de versos, muito tempo depois de ouvi-los uma vez.[11]
- O matemático Leonhard Euler foi caracterizado como tendo uma memória eidética.[12] Ele foi capaz de, por exemplo, repetir a Eneida de Virgílio do começo ao fim sem hesitação, e para cada página da edição ele poderia indicar qual linha era a primeira e qual era a última, mesmo décadas depois de tê-la lido.[12]
- Robert Evans pode identificar novos objetos que aparecem em campos estelares de 1.500 galáxias.[13]
- Akira Haraguchi detém o recorde mundial não oficial de maior número de casas decimais de pi recitadas de memória. Sua habilidade é autoatribuída a uma forte memória eidética, embora ele use um dispositivo mnemônico.[14][15]
- O astrônomo Johannes Kepler tinha uma memória fotográfica de acordo com Rolf Keppler, um descendente do irmão de Kepler, Christoph.[16]
- Klaus Kinski, um ator alemão, foi descrito por Will Tremper como tendo uma memória fotográfica, que lhe permitia memorizar uma página de livro em minutos.[17]
- Chaitanya Mahaprabhu, é descrito em sua biografia como um "shruti-dhara", ou "alguém que pode memorizar qualquer coisa imediatamente".[18]
- Dimitri Mitropoulos, maestro greco-americano que se destacou por possuir uma memória fotográfica que lhe permitia reger sem partitura, mesmo durante os ensaios[19]
- Said Nursî, um estudioso islâmico otomano que era capaz de recitar muitos livros de memória. Por exemplo, "então ele [Molla Fethullah] decidiu testar sua memória e entregou-lhe uma cópia da obra de Al-Hariri of Basra (1054–1122) — também famosa por sua inteligência e poder de memória — chamada Maqamat al-Hariri. Said leu uma página uma vez, memorizou-a e repetiu-a de cor. Molla Fethullah expressou seu espanto."[20]
- "Shas Pollak" (em iídiche: Talmud-Pole), termo judaico para qualquer mnemonista que memorizou a disposição exata das palavras em mais de 5.422 páginas dos doze livros da edição padrão do Talmude babilônico. No entanto, a alegação de memória eidética foi posteriormente contestada.[21]
- Nigel Richards, jogador de scrabble da Nova Zelândia que, apesar de não falar francês, venceu o Campeonato Mundial de Scrabble da França duas vezes estudando o dicionário francês por nove semanas, possui uma memória fotográfica.[22]
- Abubakar Shekau, líder do grupo militante islâmico nigeriano Boko Haram, foi descrito como possuidor de uma memória fotográfica.[23]
- Diz-se que Sukarno, o pai da independência da Indonésia e o primeiro presidente da República da Indonésia, tinha uma memória fotográfica, que o ajudou no aprendizado de idiomas.[24]
- Nikola Tesla também afirma ter possuído memória fotográfica.[25]
- Arturo Toscanini, maestro italiano. Estima-se que, ao final de sua carreira, ele tenha memorizado mais de duzentas sinfonias e até cem óperas.[26] "Uma de suas professoras de segundo grau, Signora Vernoni, notou que Toscanini podia memorizar poemas após uma única leitura e podia escolher no piano as canções e árias que ele ouvia as pessoas cantando."[27]
- Diz-se que Leonardo da Vinci possuía memória fotográfica.[28]
- Acredita-se que Swami Vivekananda tenha memória fotográfica, pois ele poderia memorizar um livro apenas passando por ele uma única vez.[29]
- O matemático John von Neumann foi capaz de memorizar uma coluna da lista telefônica com um único olhar.[30] Herman Goldstine escreveu sobre ele: "Uma de suas habilidades notáveis era seu poder de recordação absoluta. Tanto quanto eu poderia dizer, von Neumann era capaz de ler um livro ou artigo uma vez para citá-lo literalmente; além disso, ele podia fazê-lo anos depois, sem hesitação."[31]
- Stephen Wiltshire é um savant prodígio,[32] capaz de desenhar todo o horizonte de uma cidade após um passeio de helicóptero.[33]